# Кёлеманс, Йоханнес Герард
Йоханнес Герард Кёлеманс (также Кейлеманс, нидерл. Johannes Gerardus Keulemans; 1842—1912) — нидерландский художник-иллюстратор. Известен своими литографиями птиц.

## Биография
Кёлеманс уже в детстве восторженно любил природу и хотел стать исследователем. Герман Шлегель, тогдашний директор Императорского музея естественной истории в Лейдене, поддержал его и послал в 1864 году в командировку в Западную Африку. По возвращении в Европу в 1866 году, Шлегель рекомендовал его Британскому музею. В 1867 году он женился в Ворсхотене на Энгелине Йоханне Спор, которая часто поддерживала его в его работе. С 1869 года Кёлеманс работал в Великобритании, где он регулярно иллюстрировал журнал Британского союза орнитологов «Ibis» и журнал Зоологического общества Лондона «Proceedings and Transactions». Его исследования птиц семейства нектарницевые в Западной Африке позволили ему вместе с другими талантливыми художниками принять участие в иллюстрировании сочинения Джорджа Эрнеста Шелли (1840—1910) «Monograph of the Nectarinidae» (1876). После смерти своей первой жены в 1876 году Кёлеманс женился в 1877 году в Лондоне на ирландке Арабелле Милей. От двух браков у Кёлеманса появились на свет 14 детей.
С 1874 по 1898 годы он сотрудничал над созданием 27-томного каталога птиц «Catalogue of the Birds» Музея естественной природы. Как незаурядный иллюстратор он создал 73 доски для сочинения «Monograph of Hornbills» (1887—1892) Даниэля Жиро Эллиота (1835—1915), 120 досок для «Monograph on Kingfishers» (1868—1871) Ричарда Боудлера Шарпа (1847—1909) и 149 досок для «Monograph on Thrushes» (1902) Генри Сибома (1832—1895). Среди прочего Кёлеманс иллюстрировал разные тома «Biologia Centrali-Americana» (1879—1904) Осберта Сэльвина (1835—1898), «Birds of Europe» (1871—1896) Генри Дрессера (1838—1915), «A History of the Birds of New Zealand» (1873, 1887—1888, 1905—1906) сэра Уолтера Буллера (1838—1906), «The Avifauna of Laysan and the Neighbouring Islands» (1893—1900) и «Extinct Birds» (1907) Лайонела Уольтера Ротшильда (1868—1937). Сначала книга «A History of the Birds of New Zealand» вышла в свет тиражом в 500 экземпляров. 35 литографических досок были вручную раскрашены Кёлемансом. Благодаря большому успеху было опубликовано второе, расширенное издание, которое содержало бо́льшее количество подробностей о синонимах и распространении, а также описание новых видов. Так как литографические камни для первого издания были уничтожены, они заново были созданы Кёлемансом. Второе издание появилось в 13 частях в период с июля 1887 года по декабрь 1888 года. Хотя было изготовлено 1000 экземпляров второго издания, 251 экземпляр был утерян во время крушения двух кораблей. В 1906 году появился двухтомник с дополнениями тиражом в 500 экземпляров.
Кёлеманс изготовил замечательные литографии вымерших на сегодня видов животных, в том числе хохлатого толстоклювого голубя, гуйи, бескрылой гагарки, стефенского кустарникового крапивника, благородного мохо, желтоухого мохо, гуадалупской качурки, смеющейся совы и фолклендской лисицы. Сегодня все эти литографии находятся в Американском музее естественной истории в Нью-Йорке.

## Галерея

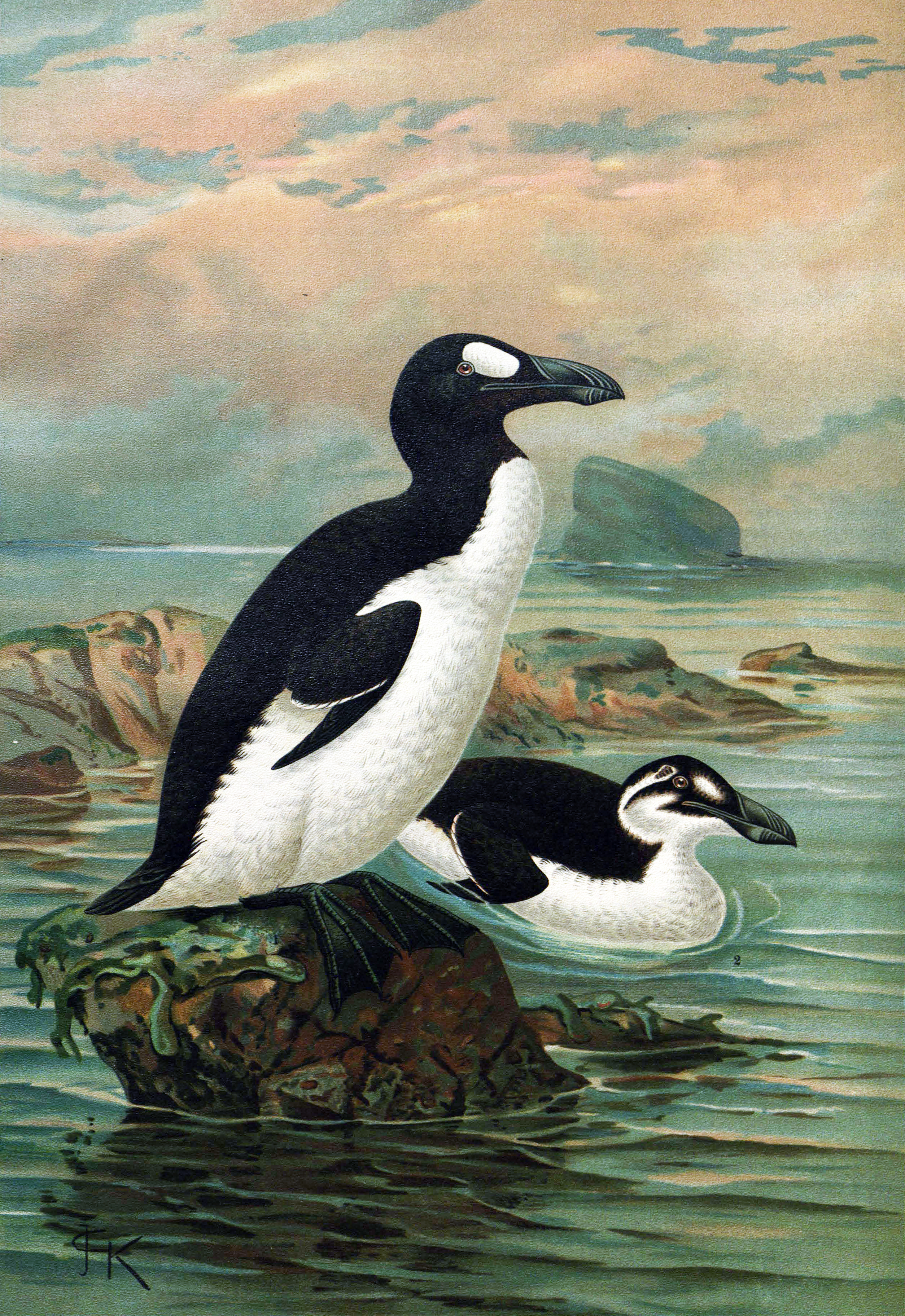
Бескрылая гагарка
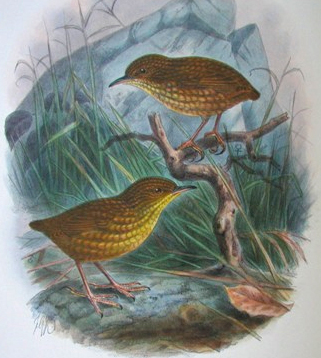
Стефенский кустарниковый крапивник из A History of the Birds of New Zealand, 1888
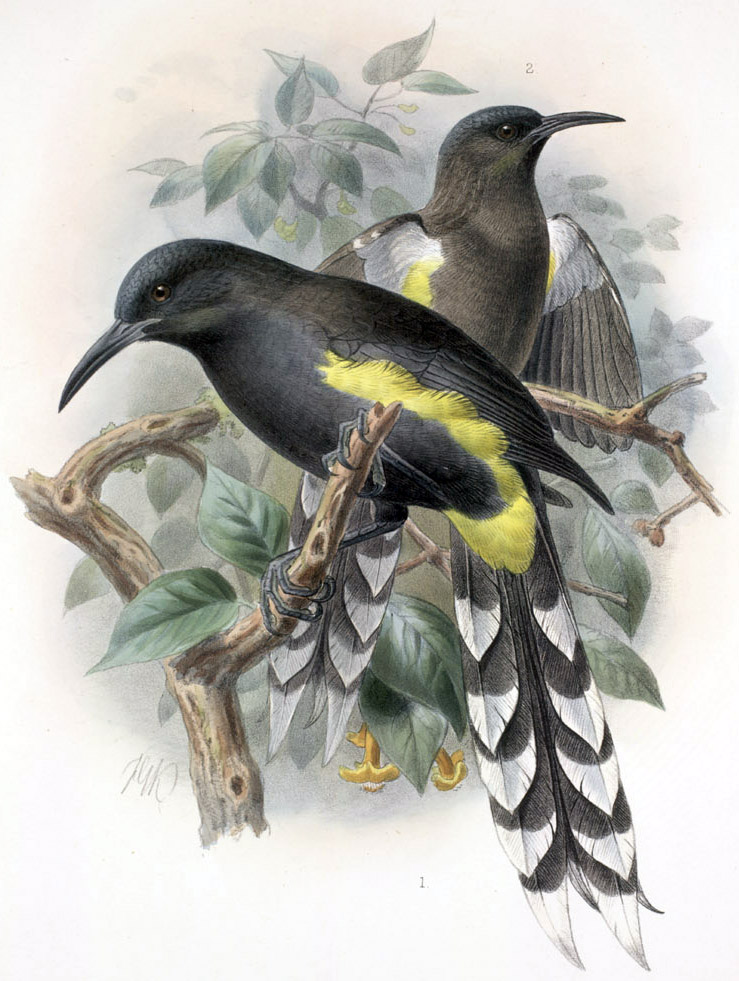
Желтоухий мохо из The Avifauna of Laysan, 1893—1900
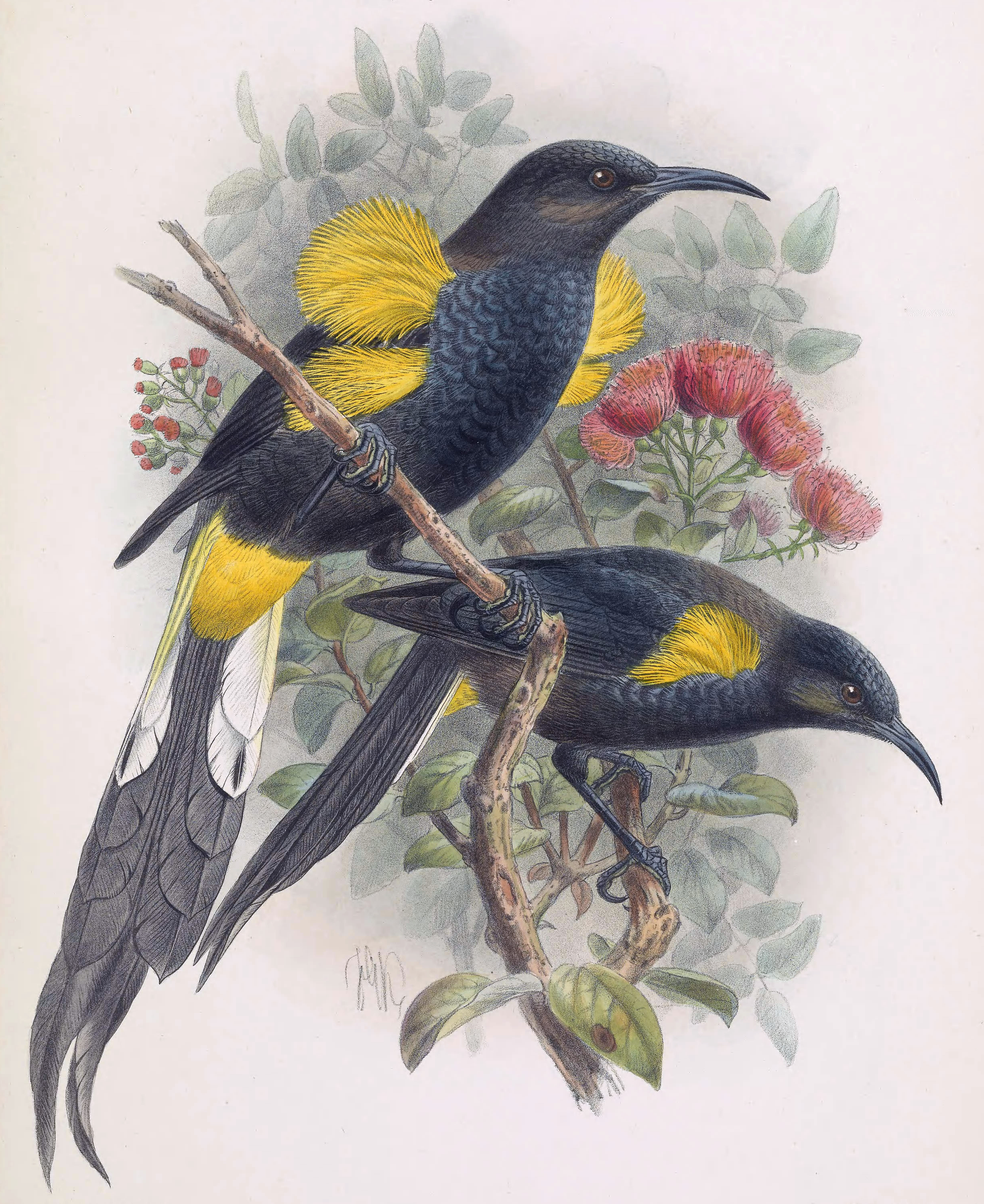
Благородный мохо из The Avifauna of Laysan, 1893—1900

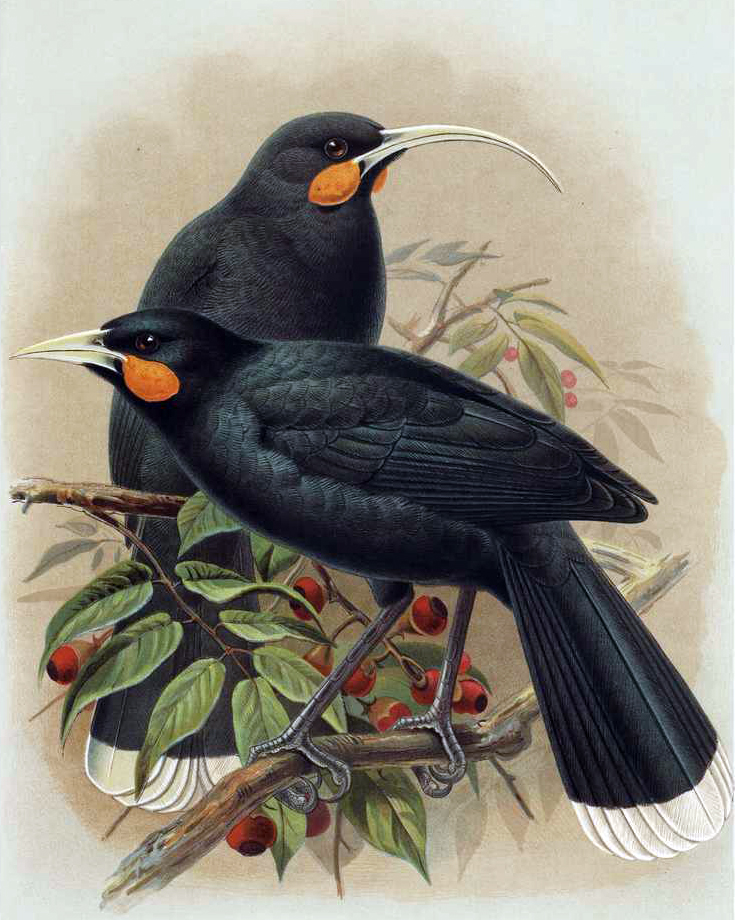
Гуйя из A History of the Birds of New Zealand, 1888
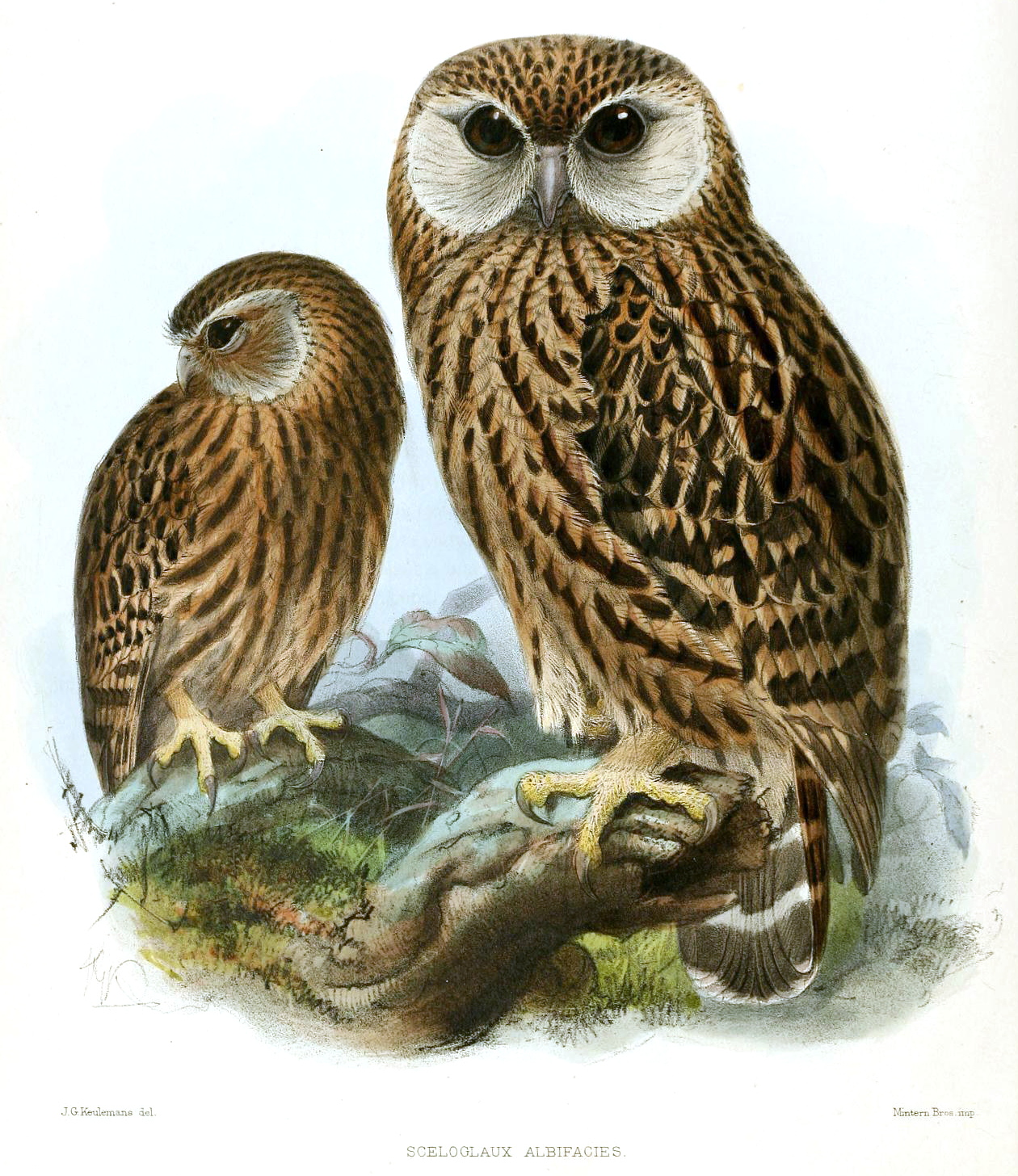
Смеющаяся сова из Ornithological Miscellany, Vol. I, 1875
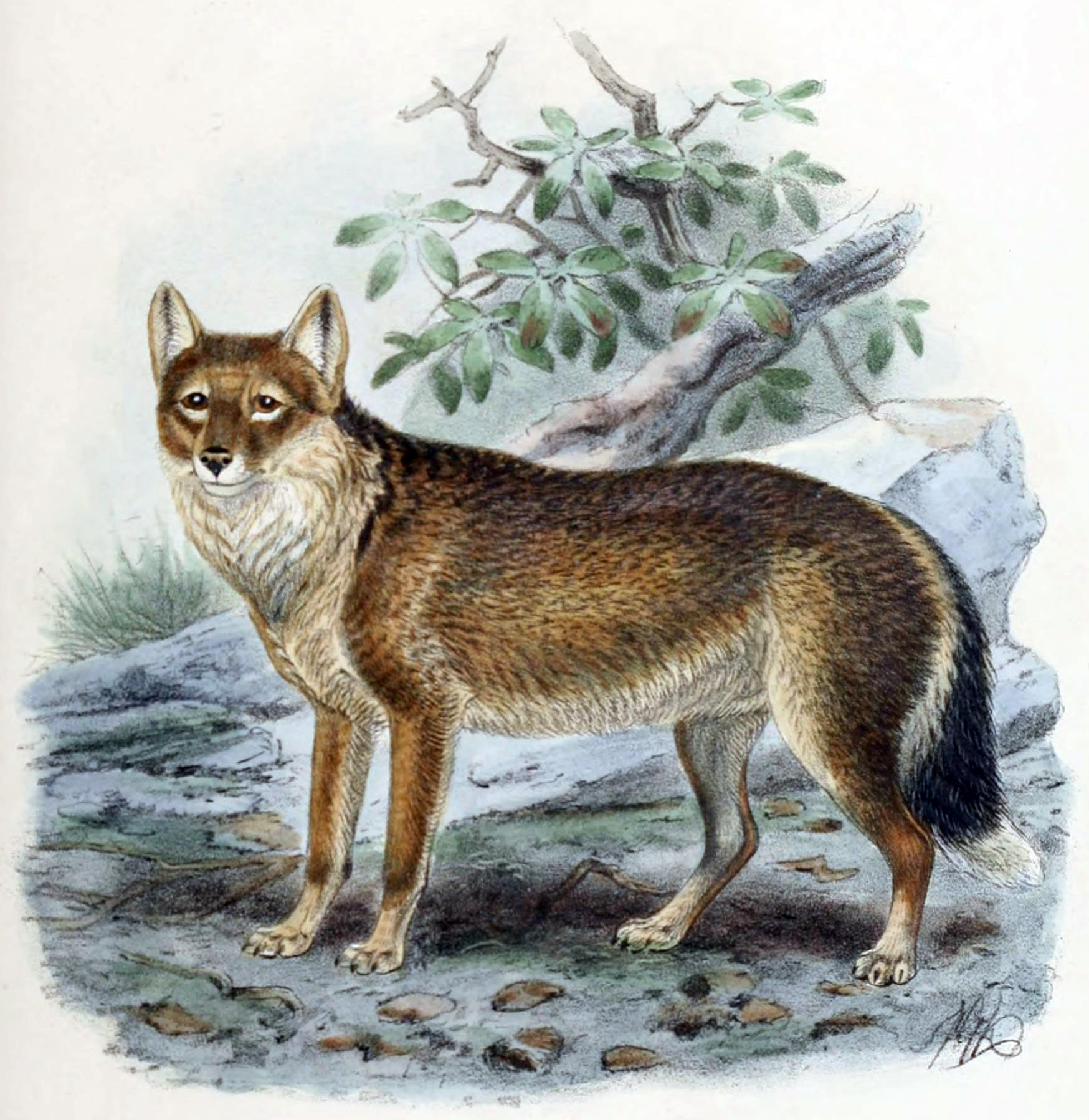
Фолклендская лисица из Dogs, Jackals, Wolves, and Foxes, 1890
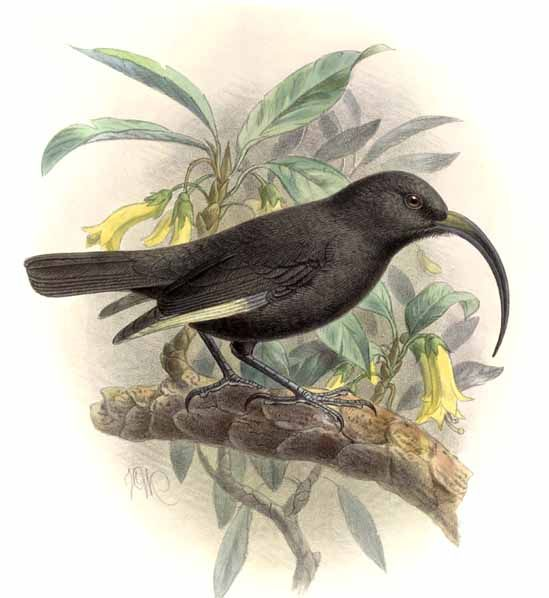
Чёрная цветочница-мамо из The Avifauna of Laysan, 1893-1900

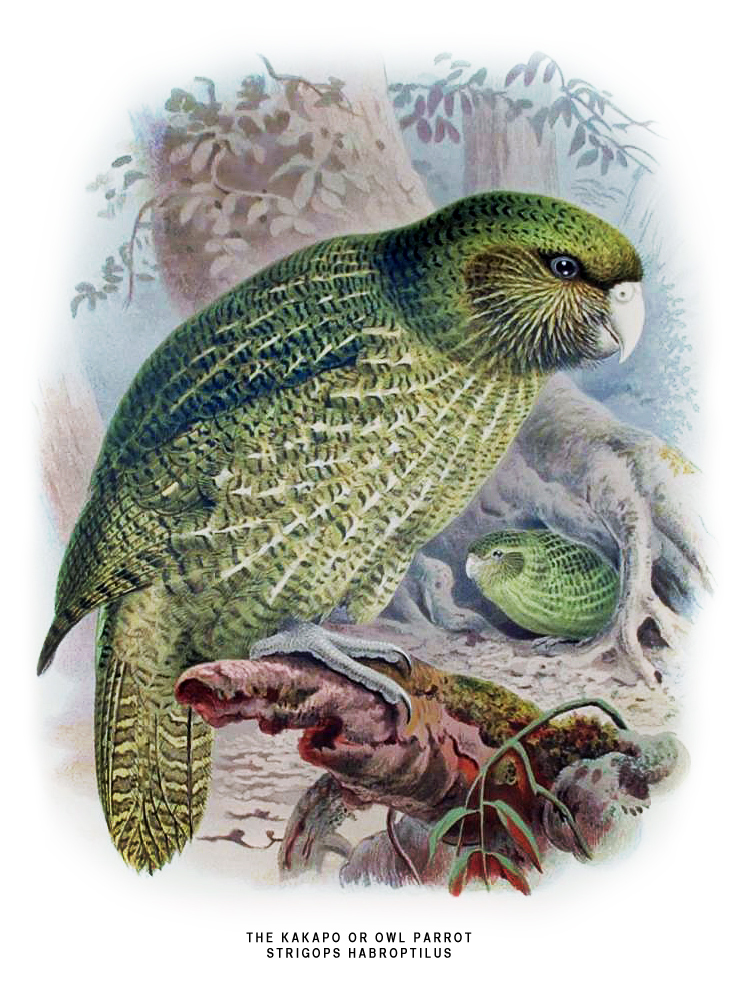
Какапо из A History of the Birds of New Zealand
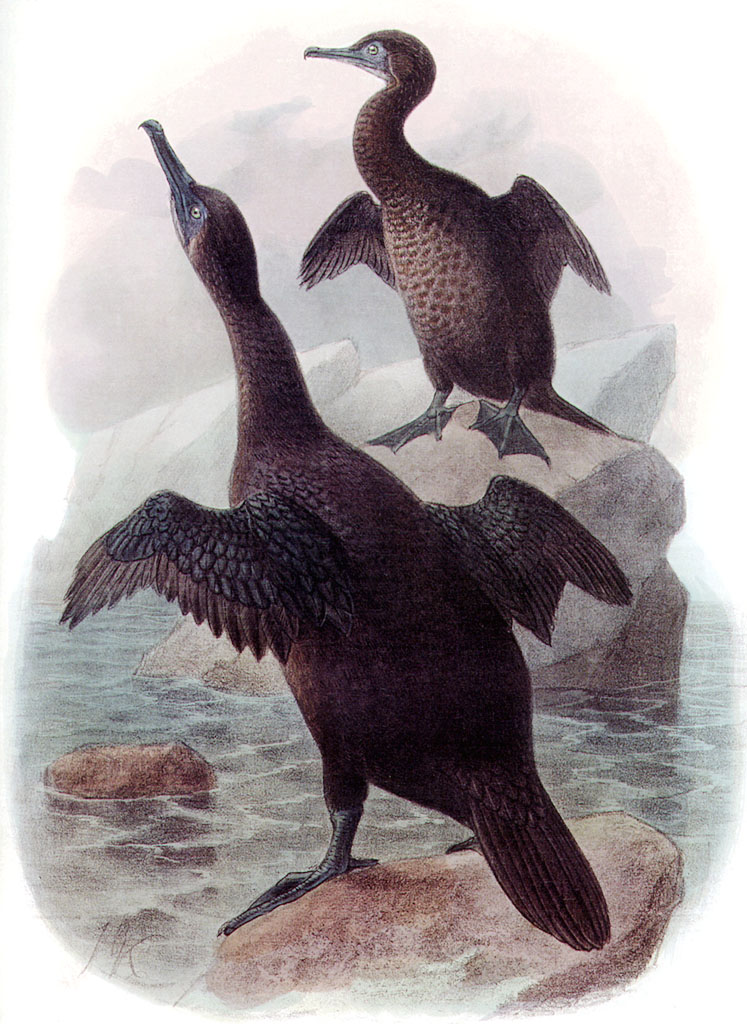
Галапагосский нелетающий баклан
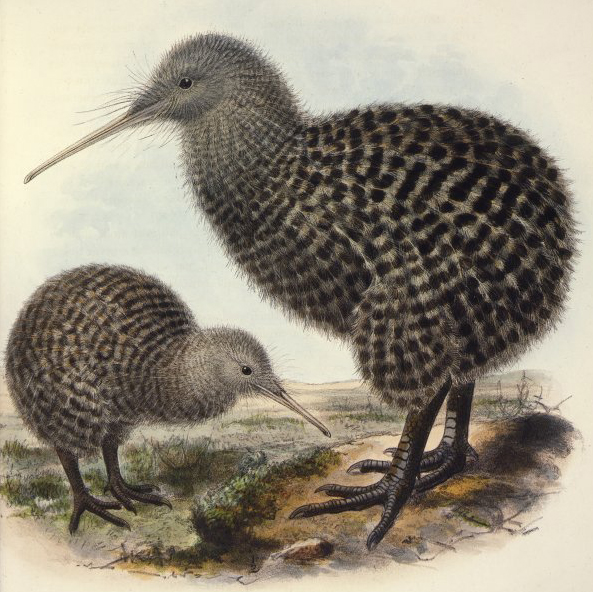
Большой серый киви
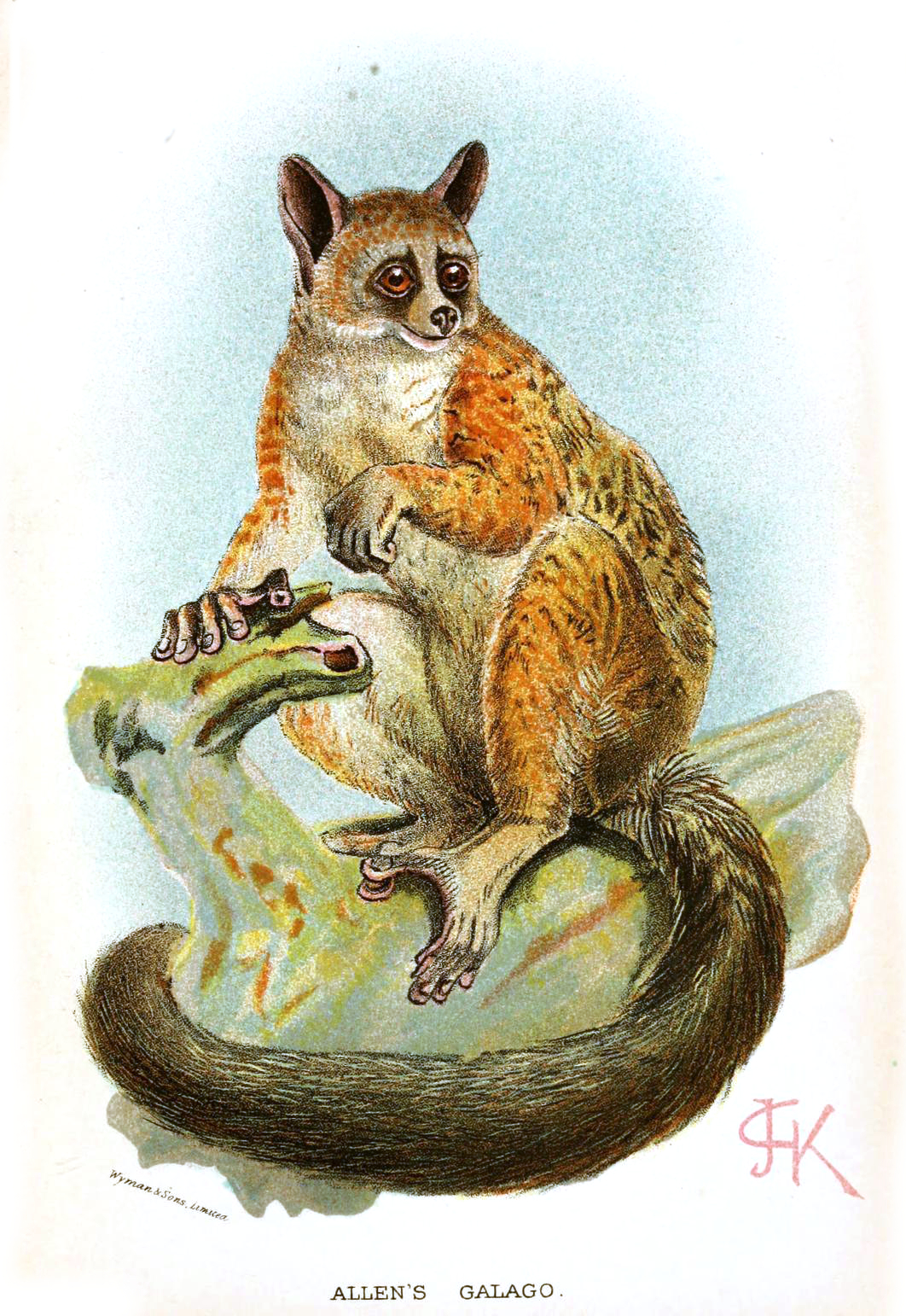
Галаго Аллена